# Centro storico di Reggio Calabria
Nella suddivisione amministrativa del territorio comunale della città di Reggio Calabria il centro storico costituisce la prima circoscrizione municipale e comprende il territorio che partendo dal lato mare è limitato dal seguente perimetro: sottopassaggio Lido, via Maldonato, via Domenico Romeo, via Treviso (trasversale), piazza San Marco, via Reggio Campi I tratto fino alla biforcazione con via Pasquale Andiloro, torrente Mili fino al Calopinace che costituisce il confine a sud. Il centro storico occupa una superficie di 1,41 km² (141,19 ettari) ed ha una popolazione di circa 11.000 abitanti ed urbanisticamente è caratterizzato da una maglia urbana regolare e da un tessuto edilizio di qualità. Recentemente ha riacquistato il rapporto con il fronte a mare attraverso un progetto rilevante di riqualificazione del lungomare e della fascia costiera.

## Orografia
Il centro storico di Reggio Calabria presenta una definizione topografica ben precisa: la collina del Trabocchetto ad Est, la riva del mare ad ovest, il torrente Calopinace a sud e il torrente Santa Lucia a nord.
Il tratto di territorio tra la collina del Trabocchetto ed il mare è piuttosto breve e in linea d'aria supera di poco il chilometro. Il dislivello, invece è ben pronunciato, essendo di circa 110 m. e questo evidenzia la rigidità del versante sul quale la città è edificata. Questo dislivello, nel degradare verso il mare, si apre a ventaglio con la massima curvatura al centro dell'area urbanizzata e con orientamento verso nord-ovest.
Tale zona così definita presenta il lato destro particolarmente tormentato ed inciso dal torrente Caserta e dalla Fiumara dell'Annunziata, mentre il lato sinistro si allarga nel doppio alveo dei torrenti Calopinace e Sant'Agata, determinando un'ampia zona che va dalla piazza del Duomo sino all'aeroporto.
Il terreno, proprio per le sue origini fluviali, è particolarmente ghiaioso con presenza anche d'argilla.

## Storia
L'attuale fisionomia del centro storico cittadino è la conseguenza di due catastrofici terremoti, quello del 1783 e del 1908, che ne segnarono la storia e la conformazione urbanistica. Il doppio ruolo giocato dal centro storico, quale luogo di residenza e centro di servizi e commercio, ha reso questa parte di città particolarmente sensibile ai mutamenti che hanno configurato l'attuale territorio urbano, con tutte le implicazioni che questi hanno portato, coinvolgendo ogni aspetto del vivere quotidiano nella città.

### Il centro storico medioevale

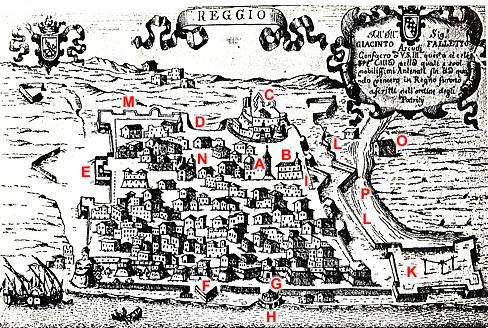
La città del 1600

Il centro storico medioevale, sempre sotto la minaccia di scorrerie dalla parte di mare, vittima di terremoti endemici, e stremato dagli attacchi degli arabi siciliani, crebbe a stento e sembrava piuttosto una fortezza che una città, seppure con una cattedrale ortodossa che si chiamava Cattolica, residuo del periodo bizantino, una Chiesa madre, il duomo e un fiorente quartiere ebraico. Intorno al 1700 accanto all'ospedale fu costruito un modesto palazzo municipale, che era anche sede del monte di pietà, ma privo di una piazza principale a renderlo simbolicamente solenne, perché la piazza principale era da sempre la piazza davanti al duomo. La strada maestra che attraversava la città da nord a sud aveva un andamento irregolare. Molti saranno i palazzi registrati nel catasto settecentesco tra i quali spiccava per pregio architettonico la domus magna. I palazzi erano sparsi senza costituire nell'insieme un embrione di strada monumentale, anche se sulla Marina il prato della fiera d'agosto, istituita nel 1357, aveva a suo modo un aspetto monumentale, e nella piazza all'interno delle mura si svolgeva un grande mercato.

### Il centro storico concepito dal piano Mori

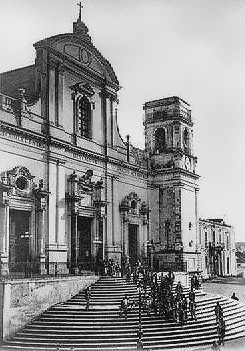
Il vecchio Duomo barocco prima del sisma del 1908.

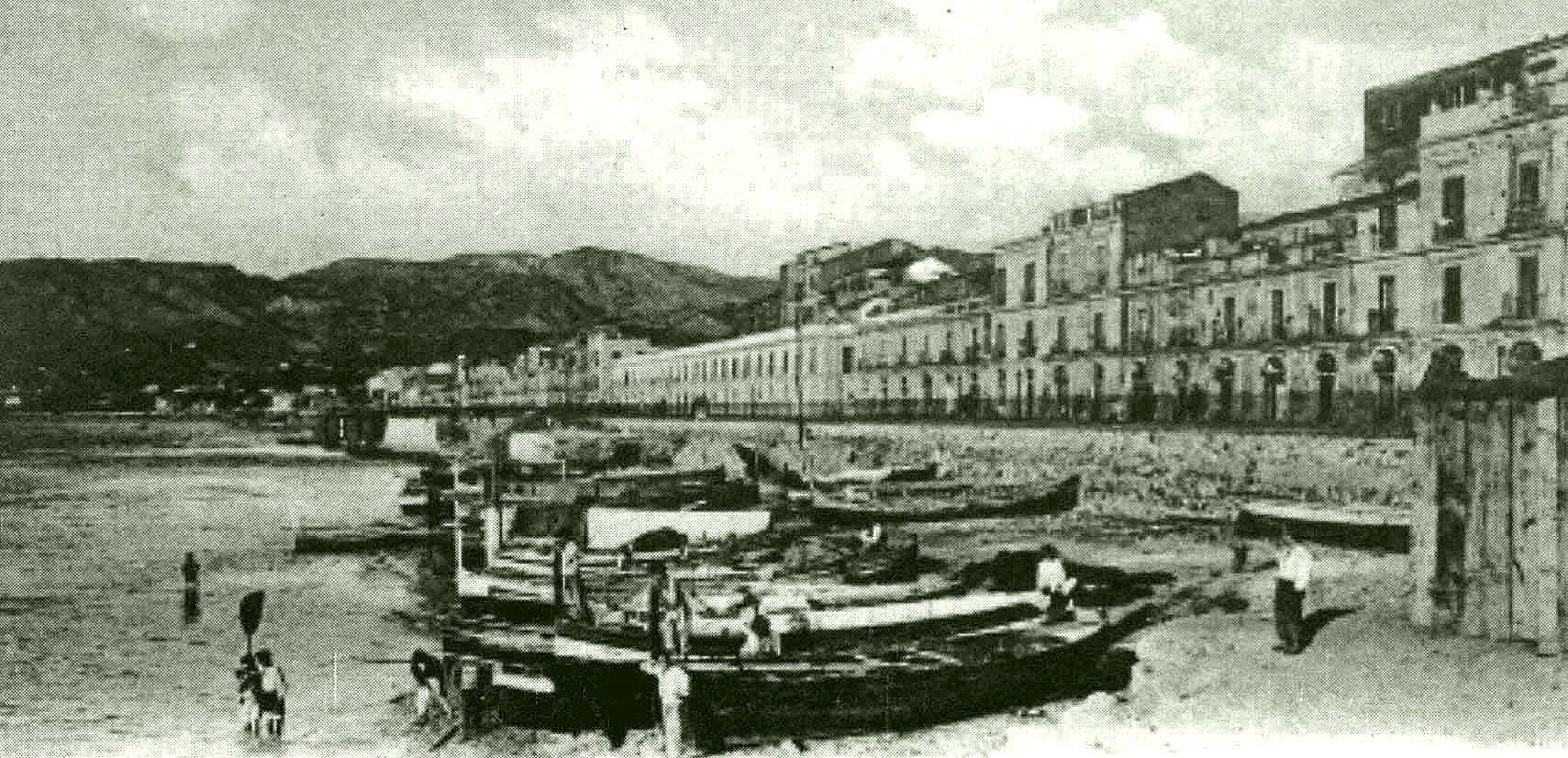
Il lungomare prima del sisma del 1908.

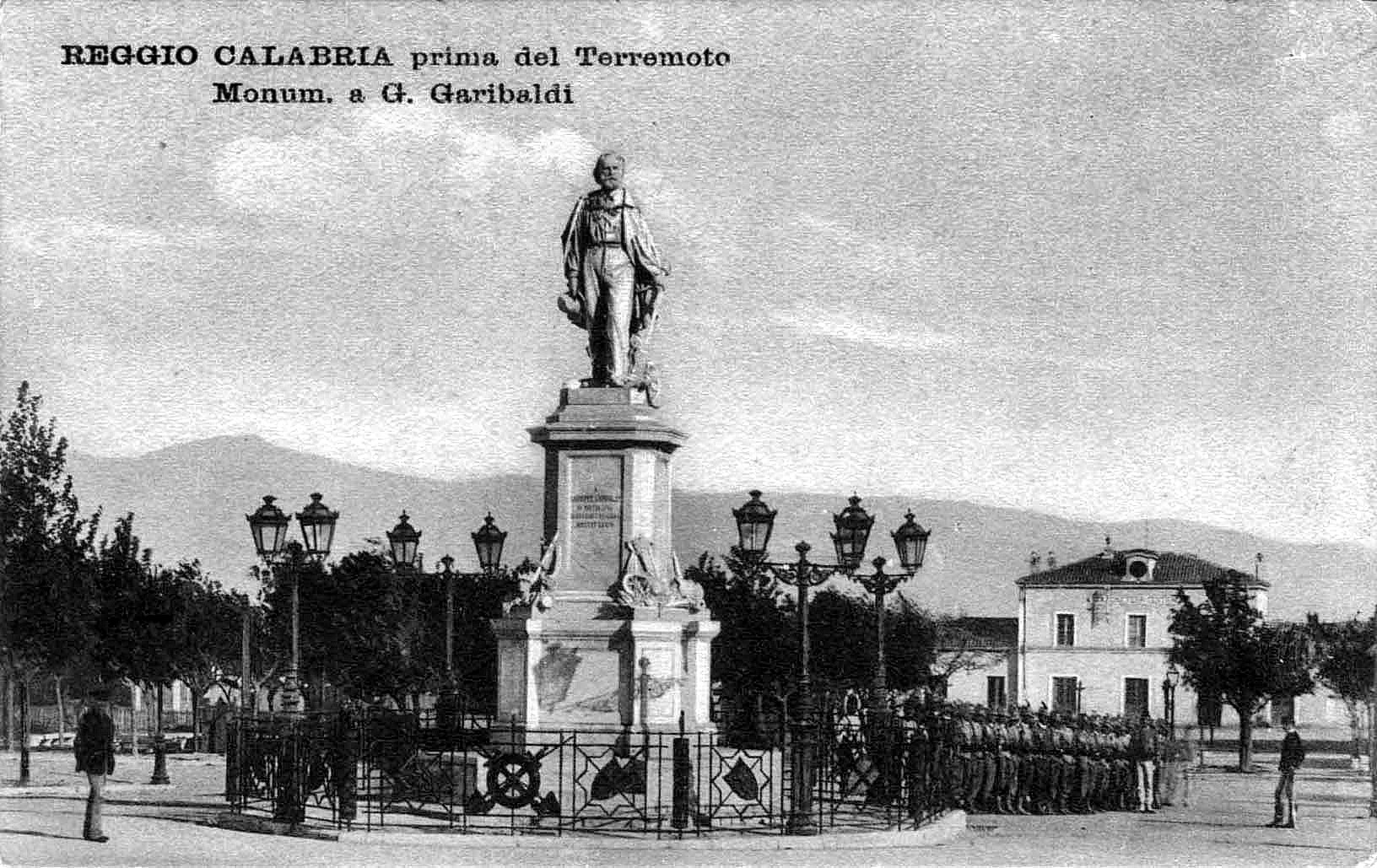
Monumento a Garibaldi prima del sisma del 1908.

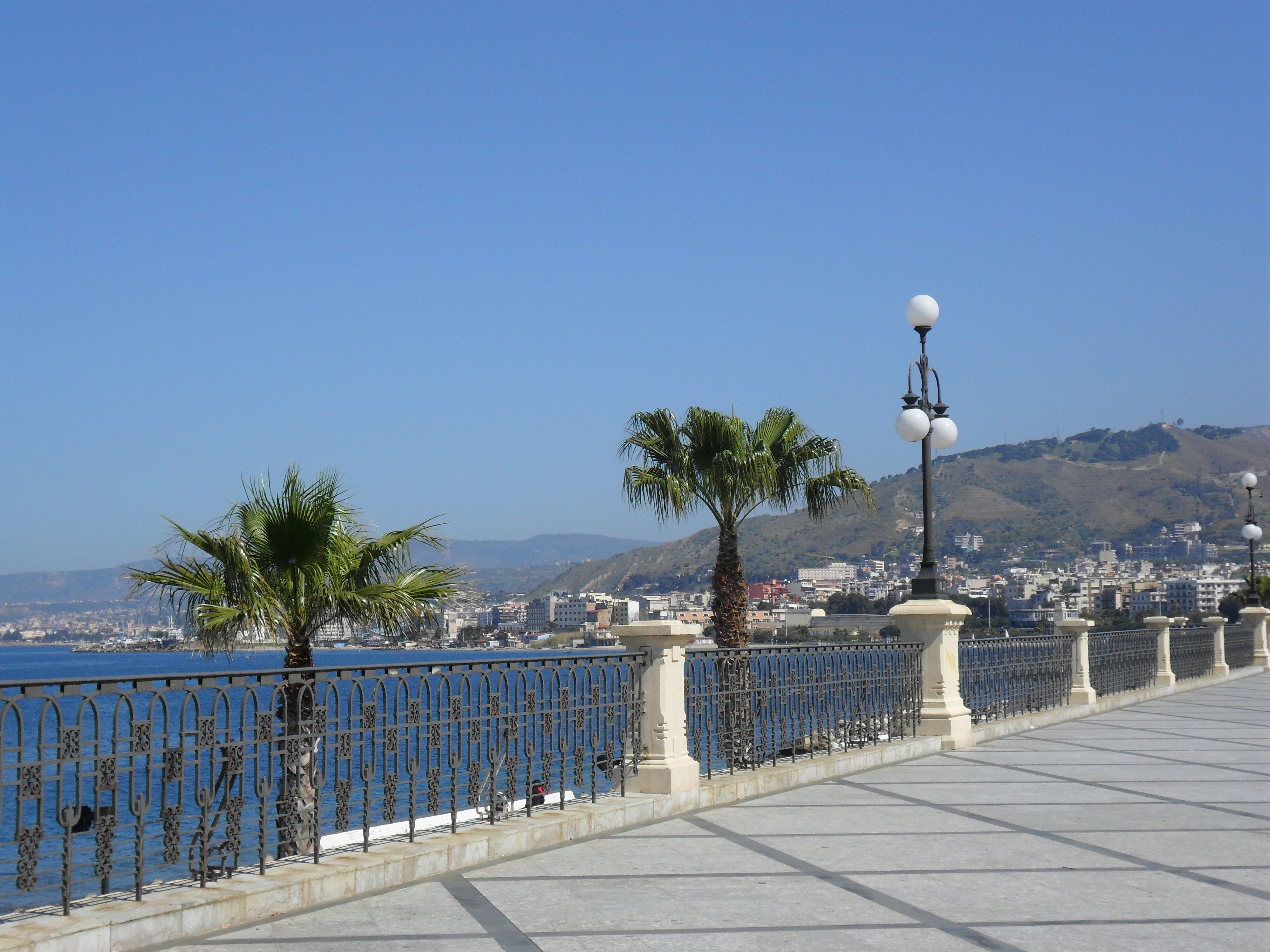
Il nuovo lungomare.

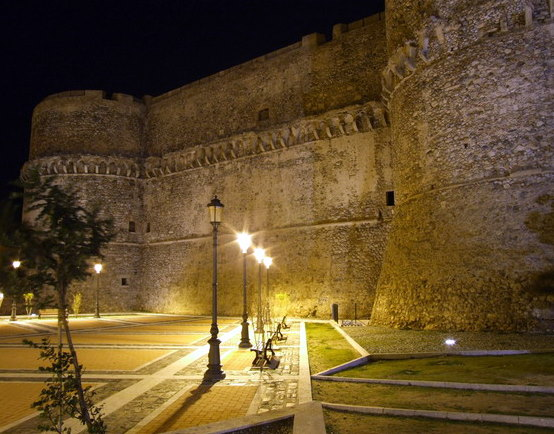
Piazza Castello.

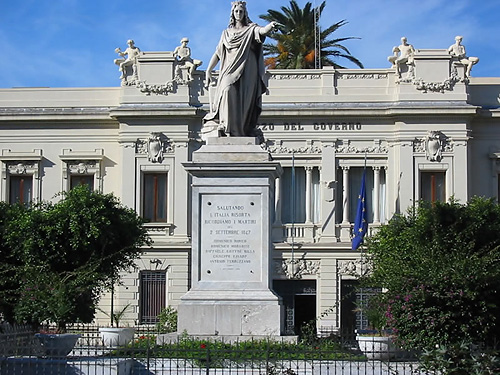
Piazza Italia.

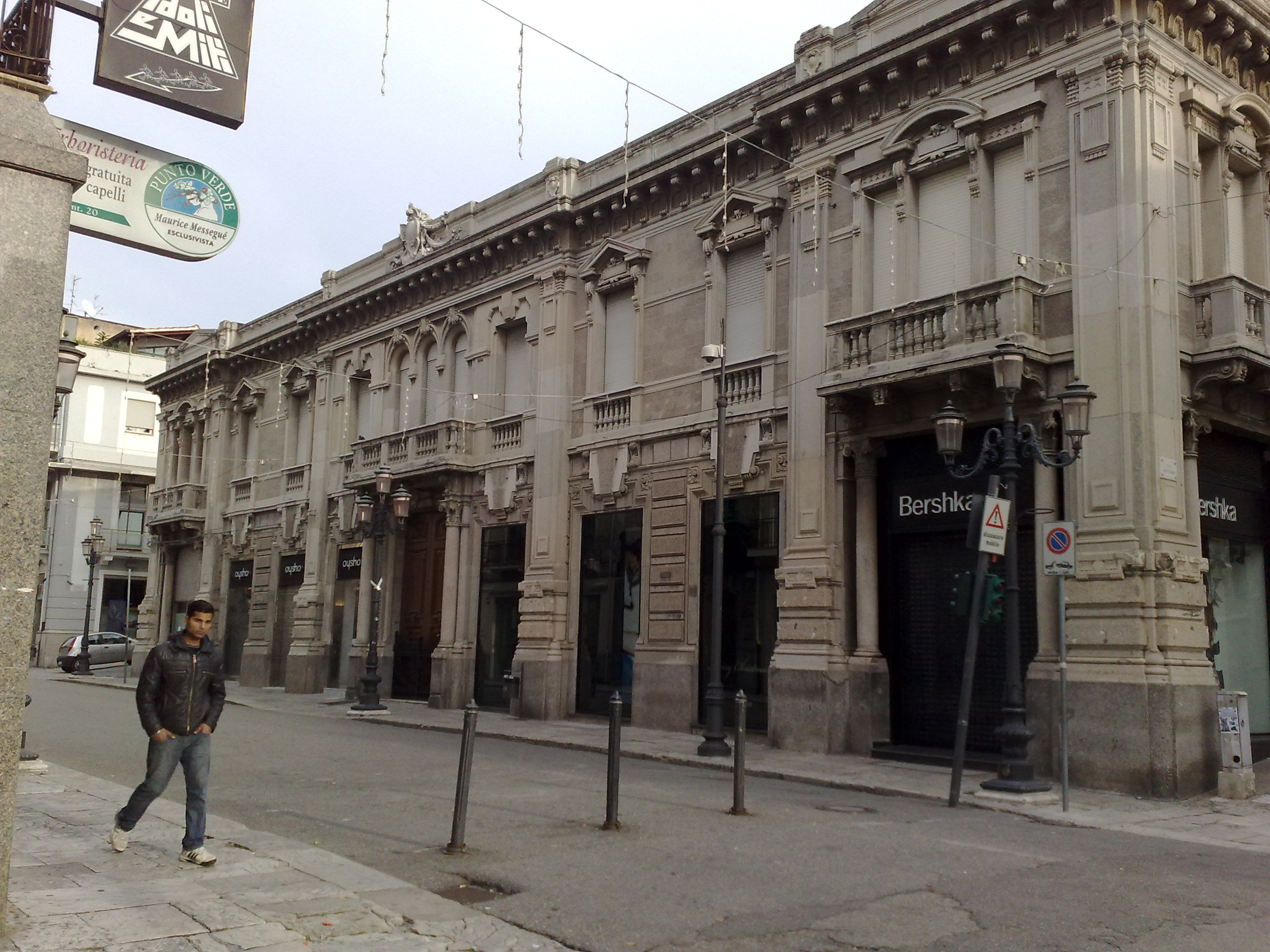
Un palazzo in stile liberty del Corso Garibaldi.

Nel 1783 un catastrofico terremoto distrusse la città cancellando l'impianto urbanistico medievale. Il clima culturale mutato suggerì di cogliere l'occasione per ricostruire il centro urbano con un programma di rinnovamento radicale. La situazione orografica della città, stretta tra il mare e la montagna, suggerì a Giovan Battista Mori, autore del piano di ricostruzione,  che lo schema urbano più praticabile ed elegante fosse quello di tracciare una strada maestra parallela alla costa larga dodici metri dalla quale si doveva sviluppare la nuova e ordinata maglia a scacchiera del centro. Il centro della città veniva sottolineato dalla sequenza del palazzo municipale con la sua piazza principale, separata da una fila di case dalla strada maestra, dal teatro, dal collegio per le fanciulle nobili e per quelle povere, e dalla casa di riposo per le vedove benestanti. Contestualmente il Mori suggeriva che la zona meridionale del centro fosse il settore più pregiato della città, contrassegnato nel seguito della strada maestra dalla piazza del duomo, con il seminario e l'arcivescovado, attraversato poi dalla sequenza a quei tempi chiarissima del presidio territoriale – il governatore con la sua guarnigione intorno alla piazza d'armi sul versante a mare e sul versante a monte il castello che ospitava il carcere accanto al tribunale - e concluso dalla piazza del mercato circondata da due esedre alberate che ne fecevano la passeggiata cittadina, mentre a settentrione il settore popolare della strada maestra veniva invece concluso, molto lontano dal teatro, dalla piazza dell'orfanatrofio e del pubblico granaio. La strada principale veniva poi attraversata al centro dalla sequenza tematizzata a mare da una piazza mercantile, sito del mercato marino, cui corrispondeva una strada più larga che formava una croce equidistante dalla piazza principale e da quella del duomo, e che sottolineava l'accesso alla città dal porto, contrappuntata in tono minore da una strada trionfale più a sud, verso la fontana sulla piazza del duomo, che contrappuntava la fontana sul prato della fiera. Altra rivoluzione urbanistica dell'epoca fu la grandiosa idea del Mori di rendere monumentale la palazzata sul porto coordinandone l'architettura come a Messina nel 1600 arricchendola di monumentali porte che consentivano l'accesso al mare.
Dopo dure polemiche iniziali con chi avrebbe voluto una ricostruzione com'era e dov'era, il taglio europeo del piano Mori soddisferà le ambizioni estetiche della città e la strada maestra verrà riconfermata nel corso dell'Ottocento come la sequenza esteticamente rilevante della città e non soltanto come una soluzione distributiva razionale dei nuovi spazi che si aprirono con la ricostruzione. I reggini sembrarono rendersi conto che una strada maestra così lunga poteva diventare un motivo estetico peculiare del cuore pulsante cittadino. Nella nuova strada, denominato corso Borbonico, vi verranno allocati il rinnovato palazzo municipale, il teatro, la prefettura, la camera di commercio, la banca d’Italia, mentre la piazza principale verrà evidenziata e ingrandita mediante la demolizione degli edifici che nel piano Mori la separavano dalla strada maestra. Di lì, verso sud, va emergendo come strada principale, con i negozi più prestigiosi, il tratto della strada maestra tra la piazza principale e la piazza del duomo - anche se poi il caffè dei conservatori sarà nella piazza principale e quello dei liberali nella piazza del duomo. Più oltre verranno aperti il giardino pubblico, un nuovo teatro, la piazza davanti alla stazione ferroviaria mentre, a confermare il carattere popolare del versante settentrionale -  chiamato la “Siberia” - vi verrà aperto il nuovo porto.
Tuttavia le famiglie nobili avranno qualche perplessità sul destino del progetto di palazzata del Mori, forse troppo ambizioso per la consistenza reale del loro ceto, che d'altra parte preferirà sempre e dovunque scegliere l'aspetto esteriore dei propri singoli palazzi anziché affidarsi ai prospetti uniformi suggeriti
dal Mori, e poiché d'altra parte, come del resto in molte altre città, vogliono comunque abitare distanti dall'ambiente commerciale delle botteghe sulla strada maestra, preferiscono così dar vita con i loro palazzi alla monumentale via Aschenez, una parallela immediatamente a monte delle strada principale, sorvegliata dalla caserma dei carabinieri e caratterizzata dalla presenza del Conservatorio, del mercato coperto, del liceo, del collegio Campanella, e dove verranno edificate le chiese della Candelora e della Cattolica.

### Il centro storico attuale concepito dal piano De Nava
Il terremoto del 1908, pur nella sua tragicità, rappresentò un'occasione per continuare, anche se con alcune modifiche radicali, l'opera di ricostruzione avviata con il piano settecentesco del Mori in un clima di un vivace dibattito tra architetti e urbanisti che ebbe come interlocutore principale Pietro De Nava, incaricato a redigere il nuovo piano di ricostruzione del centro urbano, allora coincidente con il territorio dell'intera città.
Per sottolineare l'avvenuta annessione della città al Regno d'Italia si realizzò, a metà della strada maestra (Corso Garibaldi), una piazza nazionale, l'attuale Piazza Vittorio Emanuele II, dove si affacciano non soltanto il Municipio ma anche il palazzo della Provincia e della Prefettura e distante pochi metri dal nuovo Teatro. La strada principale venne successivamente conclusa a sud da una seconda piazza nazionale -Piazza Garibaldi- con la statua di Garibaldi di fronte alla stazione e a nord da una terza piazza nazionale -Piazza De Nava - dominata dal grande prospetto principale del  museo archeologico nazionale e arricchita dalla statua del De Nava. Sul versante simbolico da Piazza Italia si snoda, parallelamente al corso Garibaldi e al corso Vittorio Emanuele III, la via Miraglia dove sono schierati l'uno accanto all'altro i palazzi di tutte le amministrazioni periferiche dello Stato, dall'ufficio delle imposte al genio civile e al palazzo delle poste, per poi terminare più a sud con la piazza dedicata al tenente Federico Genoese.
Per perseguire una pianta geometrica ortogonale del tessuto urbano fu rifatta radicalmente la piazza del Duomo con pianta rettangolare e con due filari di portici simmetrici per renderla monumentale, raro esempio nel sud Italia, con al centro della scena la nuova cattedrale romanica-bizantina. La regolarizzazione della piazza del duomo si inscrive a sua volta in un vasto programma di rinnovamento architettonico che fa di Reggio una delle città più singolari. Crollate le case precedenti quelle nuove sono state ricostruite con soli due o tre piani fuori terra – secondo le norme antisismiche anteriori alla diffusione del cemento armato – e con facciate sorprendentemente decorate non soltanto lungo il corso Garibaldi, ma anche lungo la vie Demetrio Tripepi, del Torrione, Aschenez, dei Filippini (quest'ultima, nel 2014, è stata sottoposta ad interventi di restyling).
Ma l'idea più rivoluzionaria del De Nava sarà quella di profittare del trasferimento del porto nella zona nord e della demolizione delle mura per progettare, al posto di una palazzata ormai irrealizzabile, una passeggiata a mare ispirata alle promenade che si erano andate diffondendo nel corso dell'Ottocento in altre città europee di mare, organizzata su due livelli con uno splendido giardino di palme e di magnolie a dividerli e, ravvivata in seguito dal monumento per Vittorio Emanuele III e da quello ai caduti.

## Il Liberty di Reggio
Nel campo dell'architettura la città di Reggio Calabria presenta significative costruzioni in stile liberty. Il centro storico conserva ancora il fascino di quella città risorta con il forte desiderio di essere “bella e gentile”. Le novità stilistiche del Liberty si manifestarono grazie anche all'apporto culturale degli architetti Ernesto Basile, Camillo Autore e Vincenzo Miccolupi e alla sapiente attività progettuale dell'ingegnere Gino Zani. Il primo firmò l'edificio più rappresentativo della città Palazzo San Giorgio; il secondo progettò l'Istituto Tecnico e l'edificio del Liceo Classico; Miccolupi progettò numerosi edifici, tra cui Palazzo Migliorini (Palazzo Travia), l'Hotel "Centralino", il Palazzo del Cav. Virtioli e quello del marchese Sarlo; il quarto firmò il progetto del Palazzo del Governo e del Genio Civile oltre che progetti di edilizia privata e popolare. Ruolo non minore hanno poi avuto i progettisti locali che si ispirarono a motivi floreali nelle decorazioni di numerosi edifici. I prospetti dei palazzi risultano decorati con finti bugnati, lesene, cornici marcapiano, cagnoli che reggono esili balconcini, tutto ad imitazione degli elementi in pietra che strutturavano gli edifici crollati.  Accanto alle partiture dei prospetti, tipiche dei vecchi edifici in muratura, venivano aggiunti elementi di modernità nelle decorazioni in stucco o in pietra artificiale, nei ferri battuti, nelle vetrate, tutte in stile Liberty.

## Galleria d'immagini

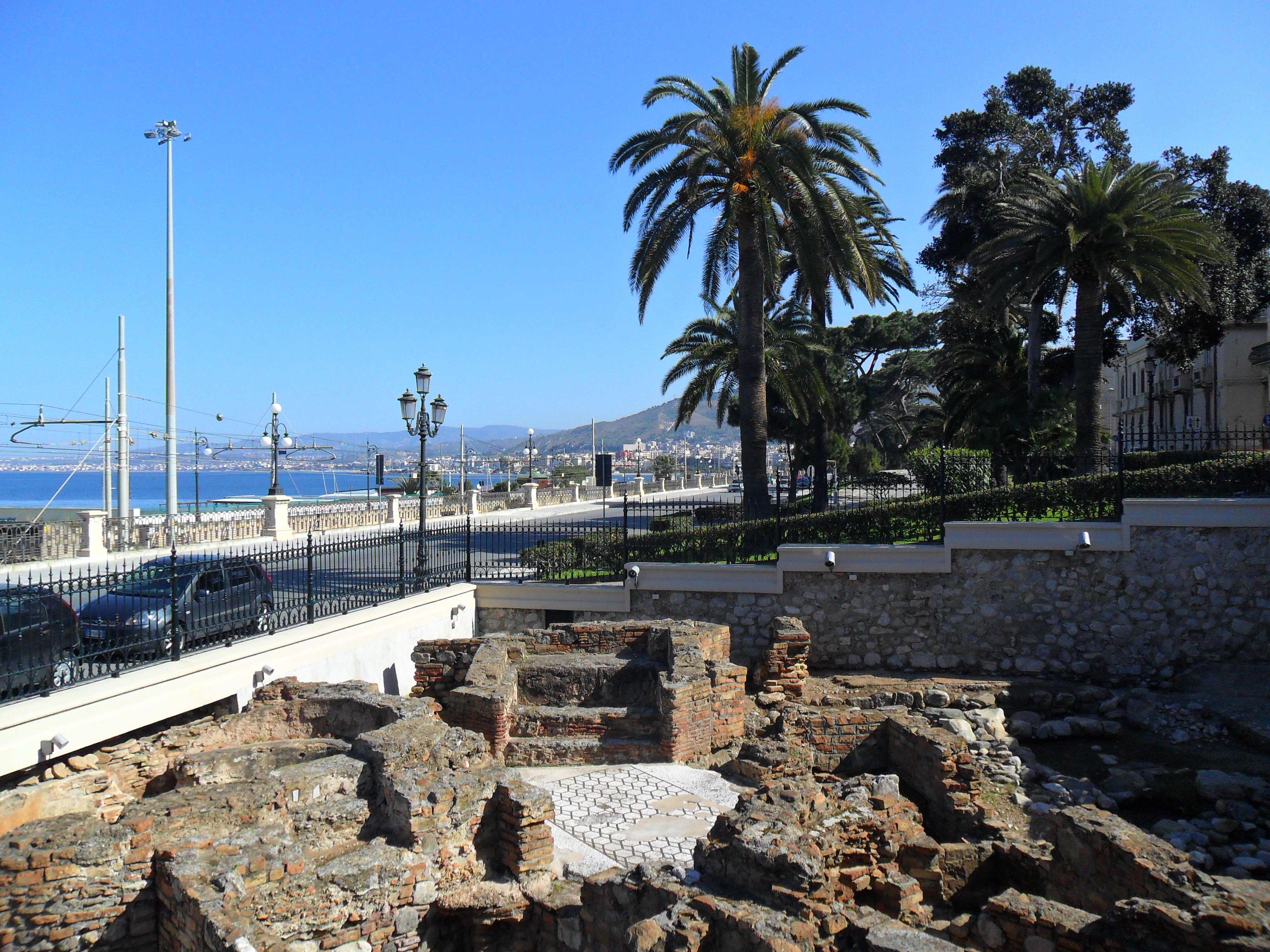
Terme Romane.
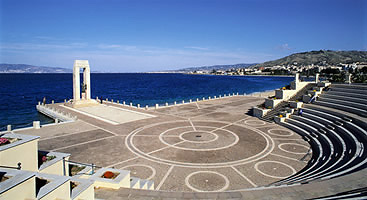
Arena dello stretto
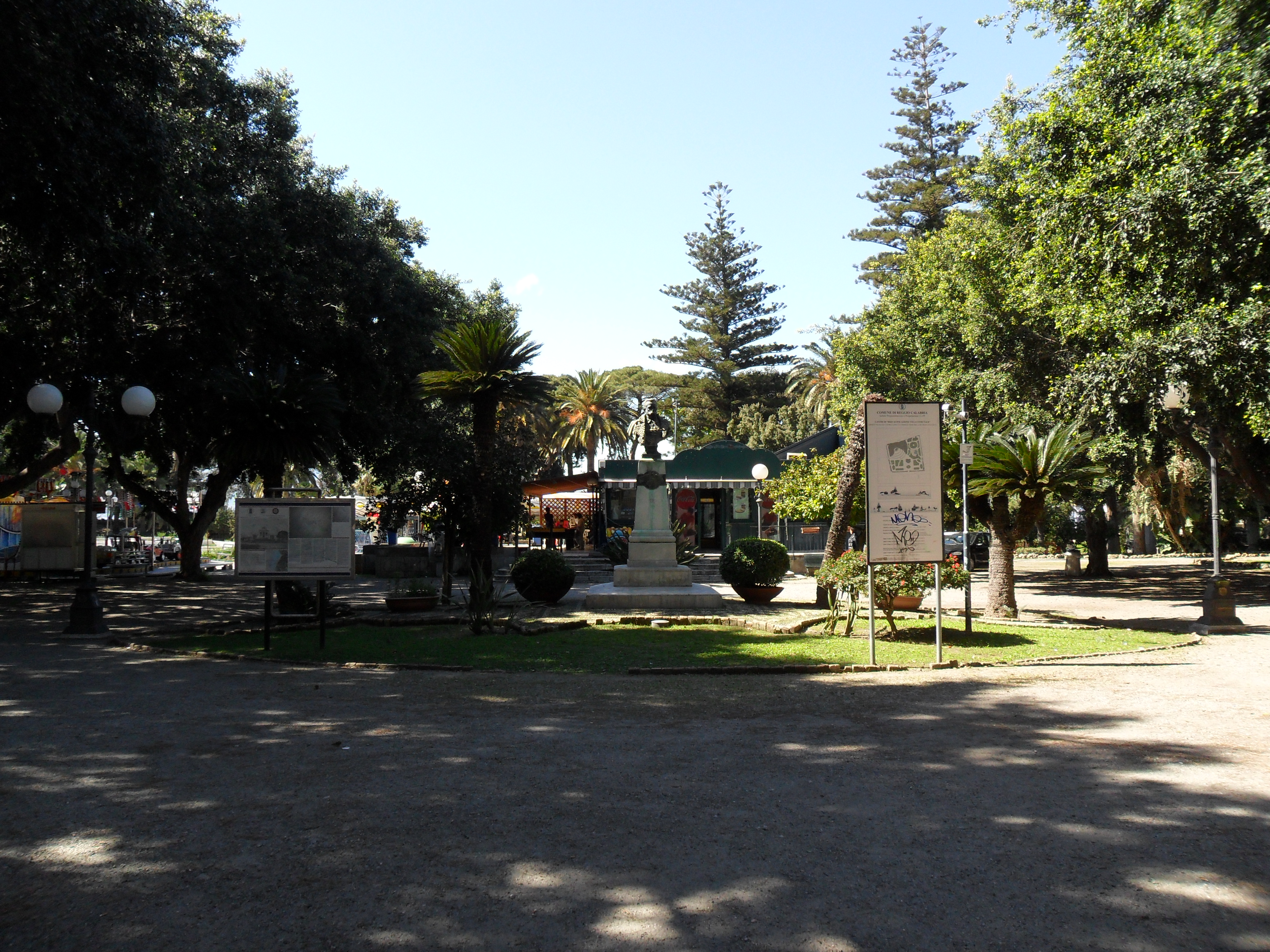
Villa comunale "Umberto I"
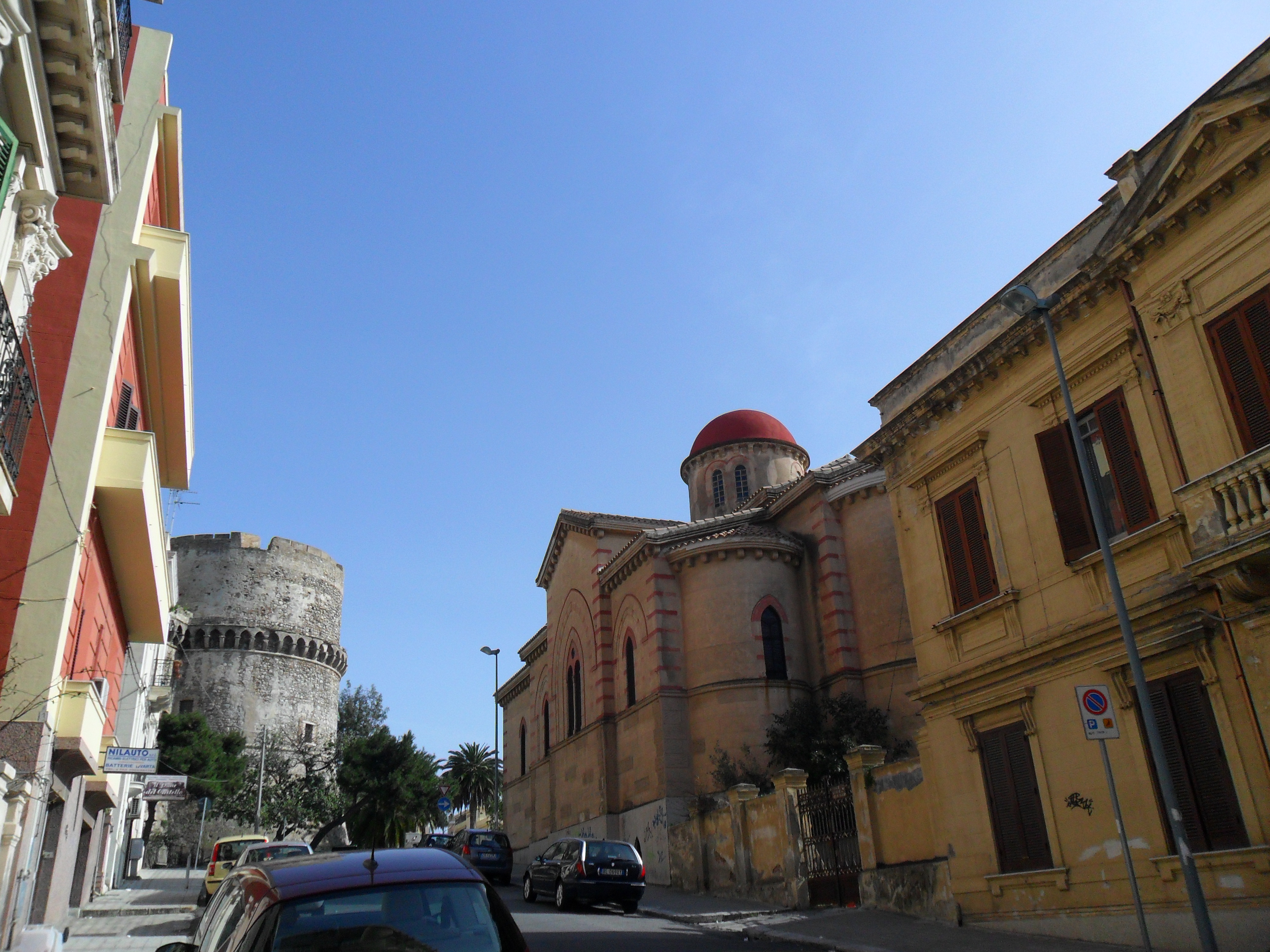
Castello e Chiesa degli Ottimati
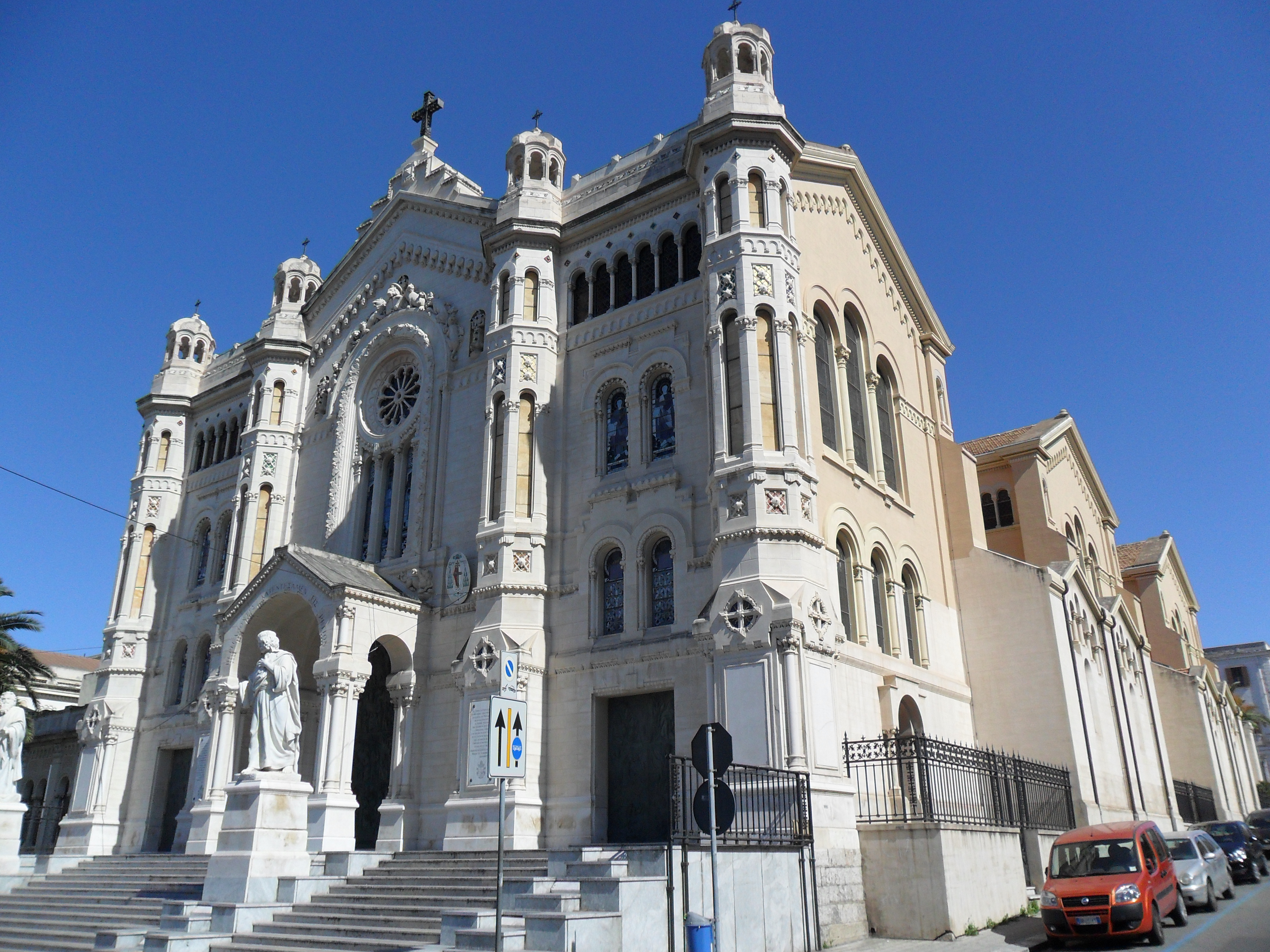
Duomo
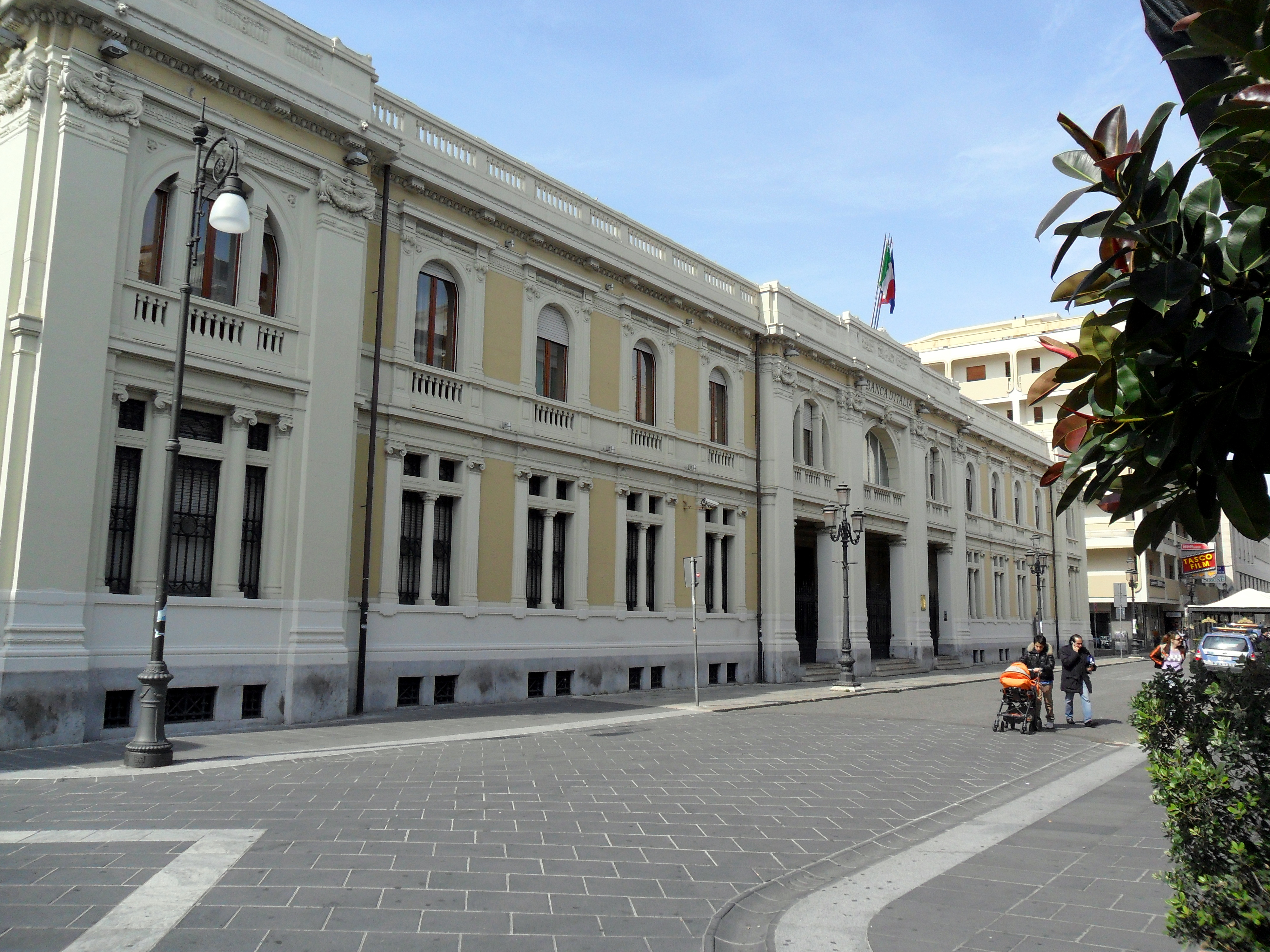
Corso Garibaldi e il Palazzo della Banca d'Italia
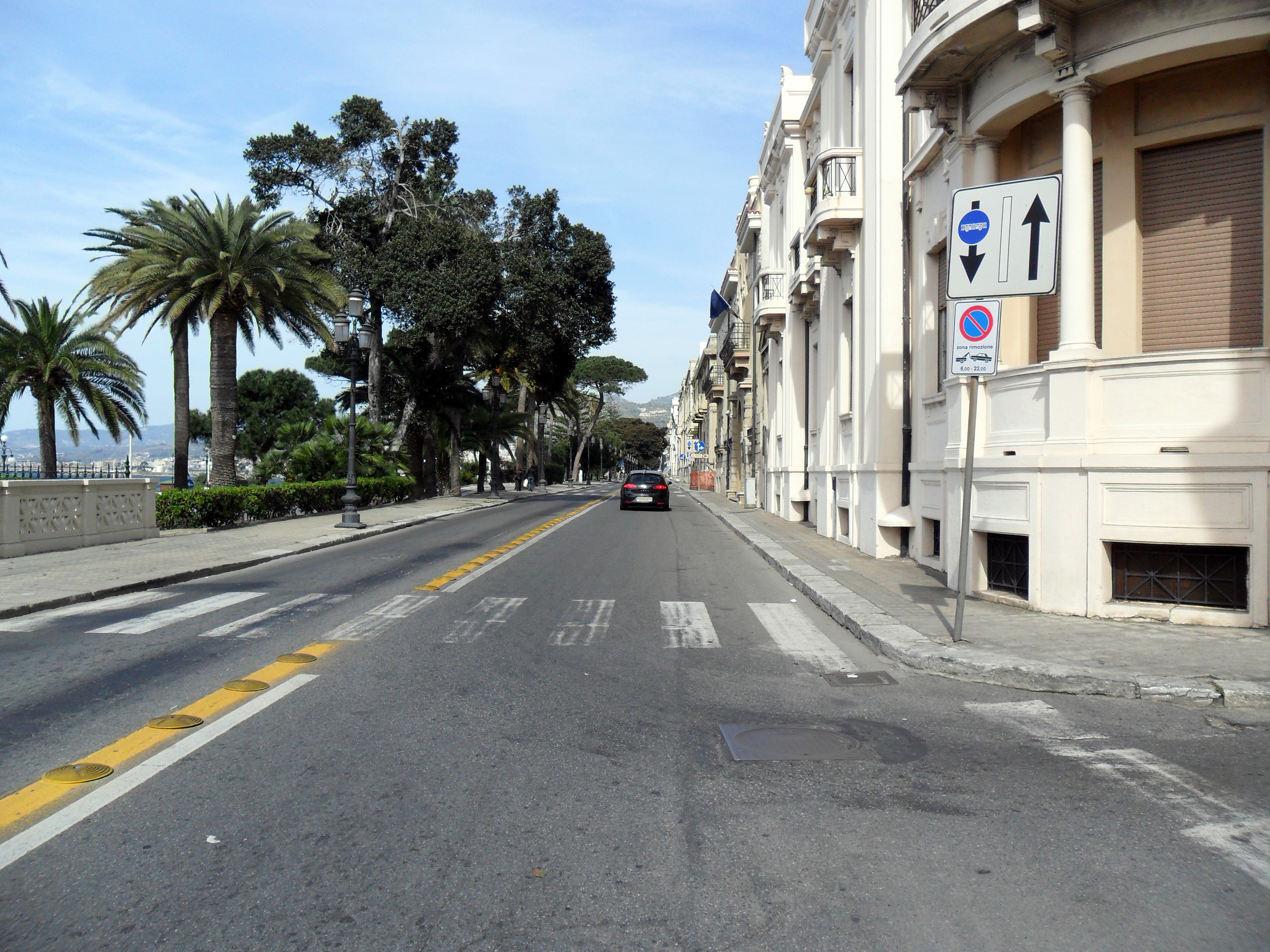
Corso Vittorio Emanuele III
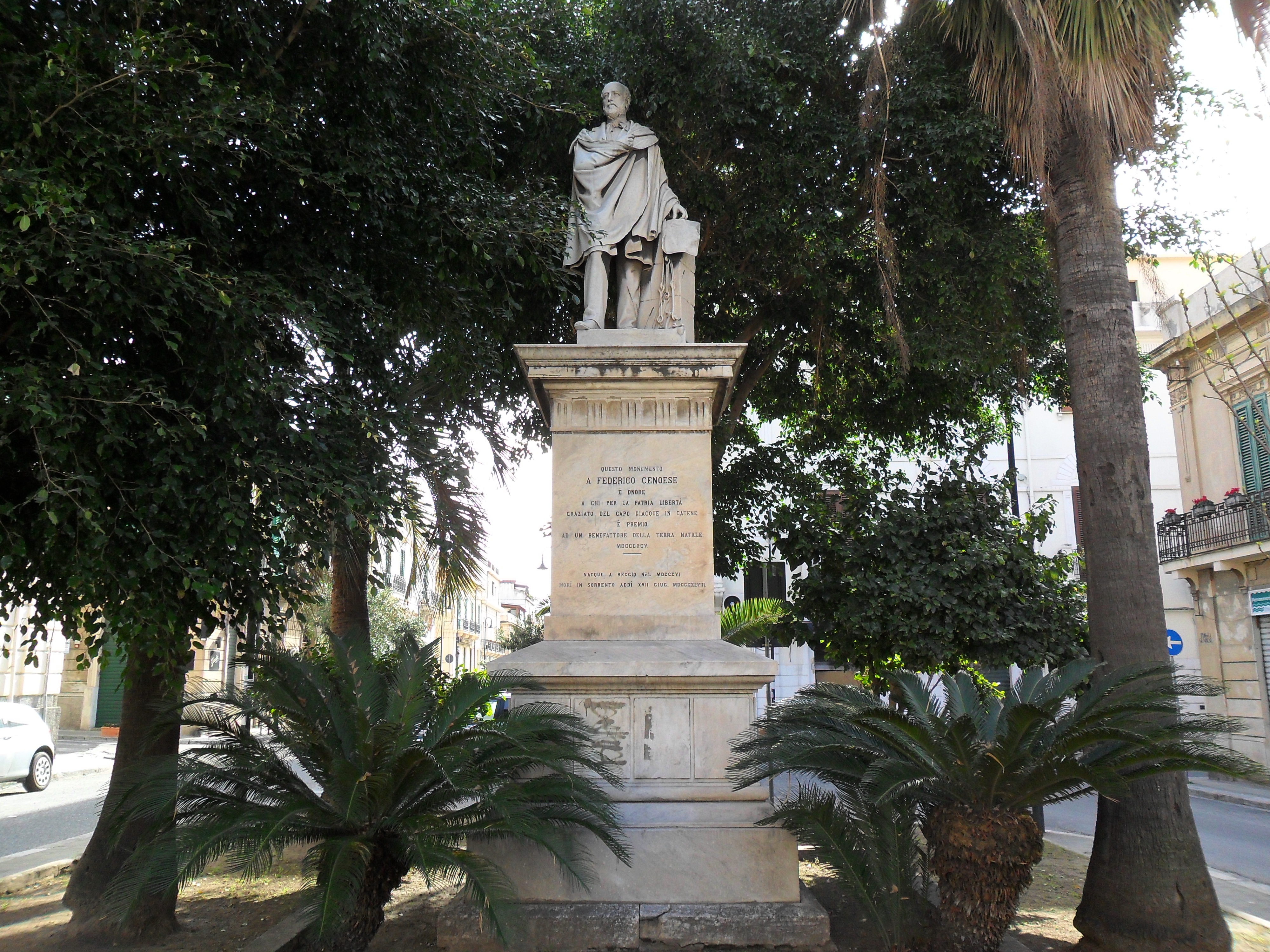
Piazza Federico Genoese.